# Johan Martin Brandt
Johan Martin Brandt (* 24. Dezember 1987 in Trondheim) ist ein ehemaliger norwegischer Skispringer.

## Werdegang
Nachdem Brandt bei der Norwegischen Meisterschaft 2006 in Heddal mit der Mannschaft, zu der auch Vegard Haukø Sklett und Andreas Stjernen gehörten, Bronze gewann, gab er im November 2007 seinen internationalen Einstand im FIS Cup. Im November 2009 sprang er erstmals im offiziellen B-Kader Norwegens im Skisprung-Continental-Cup. Bereits in seinem fünften Springen in Otepää erreichte er die Punkteränge. Nach weiteren guten Ergebnissen beendete er die Saison 2009/10 auf dem 69. Platz der Gesamtwertung.
Bei der Norwegischen Meisterschaft 2010 in Vikersund gewann er mit dem Team die Silbermedaille. In der folgenden Saison 2010/11 gewann er erneut im Continental Cup Punkte und erreichte mit 206 Punkten am Ende Platz 34 in der Gesamtwertung. Am 2. Dezember 2011 gehörte er zur nationalen Gruppe bei der Qualifikation zum Weltcupspringen in Lillehammer. Mit Platz fünf qualifizierte er sich dabei deutlich. Im ersten Springen am 3. Dezember 2011 verpasste er mit dem 44. Platz jedoch den zweiten Durchgang, konnte aber am 4. Dezember 2011 mit dem 17. Platz erstmals Weltcup-Punkte gewinnen. Nach einem 49. Platz beim Weltcup in Harrachov ging Brandt zurück in den B-Kader.
Seit Ende Dezember 2011 springt Brandt wieder im Continental Cup um Punkte. 2012 gewann er mit dem Team Nord-Trøndelag in Voss erneut Silber bei den Norwegischen Meisterschaften.

## Erfolge

### Weltcup-Platzierungen
| Saison  | Platz | Punkte |
| ------- | ----- | ------ |
| 2011/12 | 062.  | 014    |

### Continental-Cup-Platzierungen
| Saison  | Platz | Punkte |
| ------- | ----- | ------ |
| 2009/10 | 069.  | 059    |
| 2010/11 | 034.  | 206    |
| 2011/12 | 113.  | 008    |
| 2012/13 | 109.  | 058    |
| 2013/14 | 089.  | 055    |
| 2014/15 | 179.  | 001    |